# Saison 1946-1947 de l'Associação Académica de Coimbra
Maillots
Dernière mise à jour : 18 octobre 2015.
Chronologie
Saison précédente Saison suivante
Nouvelle saison en championnat du Portugal de I Divisão (13e), dont il termine à la 11e place.
Tout comme la saison passée, deux entraîneurs vont diriger les "étudiants", il s'agit du portugais José Maria Antunes et du hongrois Sándor Peics.

## Effectif
Beaucoup de changement sont survenus au sein de l'effectif pour cette nouvelle saison. Joaquim Micael, est de retour dans son club de cœur, après deux saisons passées au sein de l'Atlético Clube de Portugal, avec qui il a disputé la dernière finale de la coupe du Portugal. Parmi les nouveaux, il est à noter un transfuge du Sporting CP, Pacheco Nobre, qui a commencé sa carrière de footballeur au sein du Futebol Clube Barreirense.
Côté départs, après 7 saisons passées dans les effectifs de la Briosa, le gardien, Vasco et l'attaquant Joaquim João mettent un terme à leur carrière. Il en est de même pour l'angolais Albino. Raúl Pascoal arrivé en début de saison dernière retourne dans le club dont il est issu, le Grupo União Sport de Montemor.
Effectif des joueurs de l'Académica de Coimbra lors de la saison 1946-1947.

### Sélection internationale
Bentes, est le seul joueur de l'Académica qui appelé en sélection pour un match amical face à l'Irlande (victoire 3 à 1). Il rentre à la 43e minute en remplacement du buteur Rogério Pipi. Bien qu'il soit un excellent buteur il ne marque aucun but.
| Joueur | Sélection | Type de match(s) | Date(s)      |
| Bentes | A         | Match amical     | 16 juin 1946 |

## Les rencontres de la saison

### Campeonato de l'AF Coïmbra 1ª divisão
L'Académica remporte une nouvelle fois, le championnat de l'AF Coimbra qu'il domine depuis sa création.
| Date | Journée | Adversaire          | Lieu | Score | Buteurs de l'AAC | Class. | Public |
| ---- | ------- | ------------------- | ---- | ----- | ---------------- | ------ | ------ |
| -    | -       | Anadia FC           | -    | -     | -                | -      | -      |
| -    | -       | Naval 1º de Maio    | -    | -     | -                | -      | -      |
| -    | -       | CF União de Coimbra | -    | -     | -                | -      | -      |
| -    | -       | Lusitãnia DC        | -    | -     | -                | -      | -      |
| -    | -       | SC Conimbricense    | -    | -     | -                | -      | -      |
| -    | -       | Anadia FC           | -    | -     | -                | -      | -      |
| -    | -       | Naval 1º de Maio    | -    | -     | -                | -      | -      |
| -    | -       | CF União de Coimbra | -    | -     | -                | -      | -      |
| -    | -       | Lusitãnia DC        | -    | -     | -                | -      | -      |
| -    | -       | SC Conimbricense    | -    | -     | -                | -      | -      |

Légende
Dom. = à domicile; Ext. = à l'extérieur; Class. = classement

### Campeonato Nacional da I Divisão
Avec une bonne première partie de championnat, lui permettant d'atteindre la 3e place au bout de la 7e journée, l'Académica laisse présager une meilleure saison que celle passée. Malheureusement la suite n'est pas du même acabit. En effet plusieurs défaites (seulement 3 victoires sur 17 matches) font que l'équipe des étudiants chute au classement et se voient proche de la dernière place. Pour le dernier match de championnat la Briosa se déplace à Olhão où elle subit sa plus lourde défaite sur un score sans appel de 12 à 0.
| Date              | Journée | Adversaire        | Lieu | Score  | Buteurs de l'AAC                                          | Class. | Public |
| ----------------- | ------- | ----------------- | ---- | ------ | --------------------------------------------------------- | ------ | ------ |
| 15 décembre 1946  | J01     | AD Sanjoanense    | Ext. | 1 - 1  | Nana 5e                                                   | 6e     | n.c.   |
| 1er décembre 1946 | J02     | FC Famalicão      | Dom. | 4 - 2  | Nana 15e, Garção 17e et 32e, et Bentes 88e                | 5e     | n.c.   |
| 8 décembre 1946   | J03     | Atlético CP       | Ext. | 4 - 0  | -                                                         | 8e     | n.c    |
| 22 décembre 1946  | J04     | Os Belenenses     | Dom. | 2 - 0  | Jorge Santos 25e et 47e                                   | 4e     | n.c    |
| 29 décembre 1946  | J05     | Sporting CP       | Ext. | 9 - 1  | Melo 39e                                                  | 6e     | n.c    |
| 12 janvier 1947   | J06     | FC Porto          | Dom. | 2 - 1  | Jorge Santos 21e et Bentes 79e                            | 6e     | n.c    |
| 2 février 1947    | J07     | SL Elvas          | Dom. | 4 - 3  | Jorge Santos 25e et 77e, Melo 34e et Bentes 51e           | 3e     | n.c    |
| 9 février 1947    | J08     | Vitória Setúbal   | Ext. | 5 - 1  | Bentes 46e                                                | 7e     | n.c    |
| 16 février 1947   | J09     | Boavista FC       | Dom. | 4 - 3  | Jorge Santos 41e, Bentes 70e et 76e, Ataz 88e             | 3e     | n.c    |
| 23 février 1947   | J10     | SL Benfica        | Ext. | 4 - 1  | Micael 13e                                                | 6e     | n.c    |
| 2 mars 1947       | J11     | GD Estoril Praia  | Dom. | 3 - 5  | Jorge Santos 2e, Bentes 20e et 57e                        | 9e     | n.c    |
| 9 mars 1947       | J12     | Vitória Guimarães | Ext. | 2 - 2  | Bentes 3e et 11e                                          | 9e     | n.c    |
| 16 mars 1947      | J13     | SC Olhanense      | Dom. | 2 - 3  | Bentes 48e et Taborda 63e                                 | 9e     | n.c    |
| 30 mars 1947      | J14     | AD Sanjoanense    | Dom. | 5 - 2  | Pacheco Nobre 20e et 82e, Bentes 21e et 59e et Garção 67e | 9e     | n.c.   |
| 6 avril 1947      | J15     | FC Famalicão      | Ext. | 6 - 1  | Garção 32e                                                | 10e    | n.c.   |
| 13 avril 1947     | J16     | Atlético CP       | Dom. | 3 - 2  | Azeredo 24e, Bentes 27e et 66e                            | 8e     | n.c    |
| 20 avril 1947     | J17     | Os Belenenses     | Ext. | 5 - 1  | Bentes 48e                                                | 9e     | n.c    |
| 27 avril 1947     | J18     | Sporting CP       | Dom. | 1 - 3  | Bentes 68e                                                | 9e     | n.c    |
| 11 mai 1947       | J19     | FC Porto          | Ext. | 4 - 2  | Azeredo 62e et Pacheco Nobre 88e                          | 9e     | n.c    |
| 18 mai 1947       | J20     | SL Elvas          | Ext. | 3 - 2  | Toninho 10e (csc) et Bentes 73e                           | 11e    | n.c    |
| 1er juin 1947     | J21     | Vitória Setúbal   | Dom. | 1 - 0  | Bentes 80e                                                | 10e    | n.c    |
| 8 juin 1947       | J22     | Boavista FC       | Ext. | 7 - 1  | Oliveira 83e                                              | 10e    | n.c    |
| 11 juin 1947      | J23     | SL Benfica        | Dom. | 3 - 3  | Garção 6e, Nana 63e, Ataz 72e                             | 11e    | n.c    |
| 21 juin 1947      | J24     | GD Estoril Praia  | Ext. | 6 - 1  | Pacheco Nobre 85e                                         | 12e    | n.c    |
| 29 juin 1947      | J25     | Vitória Guimarães | Dom. | 1 - 1  | Azeredo 82e                                               | 10e    | n.c    |
| 2 juillet 1947    | J26     | SC Olhanense      | Ext. | 12 - 0 | -                                                         | 11e    | n.c    |

Légende
Dom. = à domicile; Ext. = à l'extérieur; Class. = classement

### Taça de Portugal
Edition non disputée en raison de contraintes de calendrier. 

## Statistiques

### Statistiques collectives
| Compétition      | Débute au tour | Place ou tour final | Matches joués | Gagnés | Nuls | Perdus | Buts pour | Buts contre | Différence |
| AF Coïmbra       | -              | 1er                 | -             | -      | -    | -      | -         | -           | -          |
| I Divisão        | 1re Journée    | 11e                 | 26            | 8      | 4    | 14     | 49        | 96          | -47        |
| Taça de Portugal | -              | -                   | -             | -      | -    | -      | -         | -           | -          |
| Total            | -              | -                   | 26            | 8      | 4    | 14     | 49        | 96          | -47        |

### Statistiques individuelles
A 20 ans, le jeune Azeredo devient le joueur le plus utilisé durant cette saison, 26 matches soit la totalité des rencontres, il marque aussi 3 buts.
- Ce tableau récapitule l'ensemble des statistiques des joueurs dans les différentes compétitions disputées lors de la saison 1946-47 (hors matches amicaux et championnat de l'AF Coimbra).

| Nat. | Nom            | Campeonato Nacional da I Divisão | Campeonato Nacional da I Divisão | Campeonato Nacional da I Divisão | Campeonato Nacional da I Divisão | Taça de Portugal | Taça de Portugal | Taça de Portugal | Taça de Portugal | Total | Total       | Total  | Total        |
| Nat. | Nom            | M.j.                             | But inscrit                      | Averti                           | Carton rouge                     | M.j.             | But inscrit      | Averti           | Carton rouge     | M.j.  | But inscrit | Averti | Carton rouge |
|      | Azeredo        | 26                               | 3                                | -                                | -                                | -                | -                | -                | -                | 26    | 3           | -      | -            |
|      | Brás           | 24                               | 0                                | -                                | -                                | -                | -                | -                | -                | 24    | 0           | -      | -            |
|      | Mário Reis     | 24                               | 0                                | -                                | -                                | -                | -                | -                | -                | 24    | 0           | -      | -            |
|      | Bentes         | 24                               | 19                               | -                                | -                                | -                | -                | -                | -                | 24    | 19          | -      | -            |
| /    | Szabo          | 23                               | 0                                | -                                | -                                | -                | -                | -                | -                | 23    | 0           | -      | -            |
|      | António Maria  | 22                               | 0                                | -                                | -                                | -                | -                | -                | -                | 22    | 0           | -      | -            |
|      | Eduardo Santos | 17                               | 0                                | -                                | -                                | -                | -                | -                | -                | 17    | 0           | -      | -            |
|      | Melo           | 15                               | 2                                | -                                | -                                | -                | -                | -                | -                | 15    | 2           | -      | -            |
|      | Jorge Santos   | 15                               | 7                                | -                                | -                                | -                | -                | -                | -                | 15    | 7           | -      | -            |
|      | Nana           | 14                               | 3                                | -                                | -                                | -                | -                | -                | -                | 14    | 3           | -      | -            |
|      | Pacheco Nobre  | 12                               | 4                                | -                                | -                                | -                | -                | -                | -                | 12    | 4           | -      | -            |
|      | Garção         | 10                               | 5                                | -                                | -                                | -                | -                | -                | -                | 10    | 5           | -      | -            |
|      | Aristides      | 10                               | 0                                | -                                | -                                | -                | -                | -                | -                | 10    | 0           | -      | -            |
|      | Ataz           | 9                                | 2                                | -                                | -                                | -                | -                | -                | -                | 9     | 2           | -      | -            |
|      | Branco         | 8                                | 0                                | -                                | -                                | -                | -                | -                | -                | 8     | 0           | -      | -            |
|      | Lomba          | 7                                | 0                                | -                                | -                                | -                | -                | -                | -                | 7     | 0           | -      | -            |
|      | Joaquim Micael | 7                                | 1                                | -                                | -                                | -                | -                | -                | -                | 7     | 1           | -      | -            |
|      | Diogo          | 6                                | 0                                | -                                | -                                | -                | -                | -                | -                | 6     | 0           | -      | -            |
|      | Oliveira       | 3                                | 1                                | -                                | -                                | -                | -                | -                | -                | 3     | 1           | -      | -            |
|      | Messias        | 2                                | 0                                | -                                | -                                | -                | -                | -                | -                | 2     | 0           | -      | -            |
|      | Jacques        | 2                                | 0                                | -                                | -                                | -                | -                | -                | -                | 2     | 0           | -      | -            |
|      | Óscar          | 1                                | 0                                | -                                | -                                | -                | -                | -                | -                | 1     | 0           | -      | -            |
|      | Milton         | 1                                | 0                                | -                                | -                                | -                | -                | -                | -                | 1     | 0           | -      | -            |
|      | Manecas        | 1                                | 0                                | -                                | -                                | -                | -                | -                | -                | 1     | 0           | -      | -            |
|      | Lemos          | 1                                | 0                                | -                                | -                                | -                | -                | -                | -                | 1     | 0           | -      | -            |
|      | Taborda        | 1                                | 1                                | -                                | -                                | -                | -                | -                | -                | 1     | 1           | -      | -            |
|      | Emilio         | 1                                | 0                                | -                                | -                                | -                | -                | -                | -                | 1     | 0           | -      | -            |

Légende
Nat. = nationalité; M.j. = match(s) joué(s)

### Statistiques buteurs
Bentes est à nouveau le meilleur buteur de la Briosa, il entre cette saison dans le top 10 des meilleurs buteurs du championnat portugais.
Ce tableau récapitule l'ensemble des statistiques des buteurs dans les différentes compétitions nationales, disputées lors de la saison.
| Place   | Nom            | Campeonato Nacional da I Divisão | Taça de Portugal | TOTAL des BUTS |
| 1       | Bentes         | 19 buts                          | -                | 19 buts        |
| 2       | Jorge Santos   | 7 buts                           | -                | 7 buts         |
| 3       | Garção         | 5 buts                           | -                | 5 buts         |
| 4       | Pacheco Nobre  | 4 buts                           | -                | 4 buts         |
| 5       | Nana           | 3 buts                           | -                | 3 buts         |
| 6       | Azeredo        | 3 buts                           | -                | 3 buts         |
| 7       | Ataz           | 2 buts                           | -                | 2 buts         |
| 8       | Melo           | 2 buts                           | -                | 2 buts         |
| 9       | Taborda        | 1 but                            | -                | 1 but          |
| 10      | Oliveira       | 1 but                            | -                | 1 but          |
| 11      | Joaquim Micael | 1 but                            | -                | 1 but          |
| Détails | 11 buteurs     | 48 buts                          | -                | 48 BUTS        |